# Aysha taim
Aysha taim är en spindelart som beskrevs av Antonio D. Brescovit 1992. Aysha taim ingår i släktet Aysha och familjen spökspindlar. Inga underarter finns listade.